# 津市立美里中学校
津市立美里中学校（つしりつ みさとちゅうがっこう）は、三重県津市美里町三郷にあった公立中学校。

## 沿革
- 1948年（昭和23年） 高宮村外二ヶ村組合立高宮中学校設立
- 1949年（昭和24年） 木造新校舎完成、落成式の日を創立記念日とする。
- 1961年（昭和36年） 体育館完成
- 1970年（昭和45年） 鉄筋コンクリート三階建ての新校舎完成
- 1980年（昭和55年） 中学校プール完成
- 2004年（平成16年） 新校舎・体育館完成、最終校地に移転
- 2017年（平成29年） 津市立長野小学校・高宮小学校・辰水小学校と統合し、津市立みさとの丘学園を開校するため閉校[1][2]。みさとの丘学園は美里中学校の敷地内に設置された[1]。

## 部活動
- 男子野球部
- 男子バレーボール部
- 女子バレーボール部
- 女子ソフトテニス部
- 音楽部

## 通学区域
以下の小学校区。
- 津市立長野小学校
- 津市立高宮小学校
- 津市立辰水小学校

## 周辺
- 津市美里支庁
- 美里文化センター
- 美里保健センター
- 美里総合支所

## 交通アクセス
- 近鉄名古屋線 津新町駅より三重交通バス「平木」行きで「美里総合支所前」下車、徒歩約5分
- 津市街から国道163号線利用　車で30分  14Km
- 地図